# Knut E.J. Lundberg
Knut Emil Johan Lundberg (ur. 21 sierpnia 1891 w Malmö, zm. 1963) – szwedzki prawnik, urzędnik konsularny i dyplomata.
Syn Johana Lundberga i Ottilii Berling. Absolwent Uniwersytetu w Lund (1912) oraz prawa na Sztokholmskiej Szkole Wyższej (1921). Reprezentował Czerwony Krzyż w Rosji (1916–1918). Wstąpił do szwedzkiej służby zagranicznej, gdzie pełnił funkcję m.in. attaché w MSZ (1921–1922), obowiązki konsula w Rydze i Rewlu (1922–1923), sekretarza delegacji handlowej (1923–1924), II sekr. prawnego i wicekonsula w Moskwie (1924–1929), Teheranie (1929–1932), Londynie (1932–1934), prac. MSZ (1934–1936), konsula w Leningradzie (1936–1938), Gdańsku (1938–1944), urzędnika udzielającego pomocy prawnej w Bukareszcie i Sofii (1944–1945), p.o. chargé d’affaires w Belgradzie (1945–1946), konsula generalnego w Hamburgu (1946–1949). Następnie przebywał w dyspozycji MSZ (1949–1957).